# Zufolo
Lo zufolo (in siciliano friscalettu; in sardo: Pipiolu o solittu) è uno strumento musicale a fiato tradizionale.
Si tratta di un flauto generalmente realizzato artigianalmente in legno. È formato da una canna corta o da un piccolo cilindro incavato, quasi sempre di legno di bosso ed ha un taglio traverso per l'imboccatura e alcuni fori laterali. Questo strumento si può paragonare a un fischietto per il modo in cui viene suonato ed anche per il suono che emette.